# Édouard de Woodstock
Pour les articles homonymes, voir Édouard Plantagenêt, Woodstock et Prince noir.
 (juin 2012).
Titres
Prince d'Aquitaine
19 juillet 1362 – 6 octobre 1372
(10 ans, 2 mois et 17 jours)
Prince de Galles
12 mai 1343 – 8 juin 1376
(33 ans et 27 jours)
Duc de Cornouailles
9 février 1337 – 8 juin 1376
(39 ans, 3 mois et 30 jours)
Comte de Chester
18 mars 1333 – 8 juin 1376
(43 ans, 2 mois et 21 jours)
Édouard de Woodstock, dit le « Prince Noir » (anglais : the Black Prince), né le 15 juin 1330 à Woodstock et décédé le 8 juin 1376 à Westminster, prince de Galles, comte de Chester, duc de Cornouailles et prince d'Aquitaine, est le fils aîné d'Édouard III d'Angleterre et de Philippa de Hainaut.

## Biographie
Édouard, fils aîné de la reine d'Angleterre Philippa de Hainaut et du roi Édouard III, naît au palais de Woodstock, près d'Oxford, le 15 juin 1330. Durant son enfance, ses loisirs sont les jeux de la balle et d'argent, la chasse au faucon et les récitals de ménestrels. Ses précepteurs sont Walter Burley et le chevalier de Hainaut Wauthier ou Walter de Masny. Il est « gardien du royaume » lors de sa huitième année, alors que son père est en Flandre afin de contracter des alliances contre le royaume de France.
Déjà habitué et formé aux tournois, Édouard de Woodstock débarque le 12 juillet 1346 à Saint-Vaast-la-Hougue, le jour-même il est fait chevalier en l'église Saint-Vigor de Quettehou par son père, comme ses compagnons notamment Guillaume de Montaigu, Roger de Mortimer, Guillaume de Roos, Roger de la Ware, Richard de la Vere. Il guerroie ensuite en Normandie aux côtés de son père, et connaît sa première grande bataille à Crécy en 1346 où il commande l'aile droite de l'armée anglaise à l'aide du comte de Warwick. Une chronique[Laquelle ?] rapporte qu'il aurait frôlé la mort lors de cette bataille, après avoir été désarçonné par un chevalier français. Son porte étendard l'aurait protégé après l'avoir dissimulé sous la bannière au dragon rouge du prince de Galles. La nuit tombée, Édouard aurait commandé l'exécution de tous les soldats français blessés incapables de payer rançon et, au matin, un massacre plus grand encore, quand les milices urbaines françaises vinrent en renfort, mais trop tard : l'esprit de la chevalerie n'avait pas été respecté par le prince, qui en eut grande honte devant son père. C'est après cette bataille qu'il aurait pris l'habitude de porter une armure noire.[réf. nécessaire].

La principauté d'Aquitaine (en rouge) et les territoires cédés lors du traité de Brétigny (en rose).

À la suite d'une révolte sévèrement matée dans son comté de Chester, il est nommé lieutenant de Gascogne. Mandaté par son père, il arrive à Bordeaux le 20 septembre 1355 pour protéger les possessions anglo-aquitaines contre les Français. Deux semaines plus tard, il mène une campagne à travers le Sud-Ouest, maraudant à travers les comtés de Juillac, d'Armagnac et d'Astarac. En Languedoc, nombre de villes et de villages sont la proie de la soldatesque, de véritables actes de terreur étant menés à Montgiscard, à Carcassonne et Narbonne. Le but n'est pas de soumettre à la couronne anglaise les terres conquises, mais de les piller pour affaiblir et ruiner le camp français. Il détruit Castelnaudary le 31 octobre 1355. Il écrit à son père le jour de Noël, pour l'informer de son succès.
Au printemps de 1356, sa réputation de stratège et la crainte qu'il inspire lui permettent de lever une armée disparate composée surtout d'Anglais, de Gallois, et de Gascons. Cette campagne de 1356 le conduit à travers le Poitou en passant par Bourges qu'il ne parvient pas à enlever, prenant Vierzon.
Ralentie par son considérable butin et fatiguée par les combats, sa troupe se replie vers Bordeaux et, à Maupertuis, près de Poitiers, Édouard et ses hommes infligent une sévère défaite aux Français qui les poursuivent. C'est lors de cette bataille de Poitiers, le 19 septembre 1356, qu'Édouard capture le roi Jean II le Bon, ouvrant la voie à une demande de rançon. 
En 1360, le traité de Brétigny accorde au roi Édouard III d'Angleterre des terres en plus de son duché d'Aquitaine « traditionnel » qui s'étend approximativement de Saintes à Bayonne, en passant par sa capitale, Bordeaux : le Quercy, le Périgord, l'Angoumois, le nord de la Saintonge, le Limousin, le Rouergue, la Bigorre, le comté d'Armagnac, l'Agenais et le Poitou. Ces territoires — cédés par la France sous la contrainte lors de la captivité du roi Jean II le Bon à l'issue du second traité de Londres (1359), qui aggrave encore les clauses du premier traité de Londres (1358) — constituent une principauté (1362) qu'il gouverne sur place jusqu'au début de 1371. Édouard est nommé prince d'Aquitaine par son père le 19 juillet 1362, et le reste jusqu'à son abdication le 5 octobre 1372.
Il se marie le 10 octobre 1361 en Angleterre à Windsor avec sa cousine Jeanne de Kent. À Bordeaux, le luxe et l'extravagance règnent à leur cour[réf. nécessaire]. Les taxes qu'il impose sur le territoire de sa principauté pour les financer étant considérables, une partie de la noblesse et de la bourgeoisie commencent à montrer des signes de mécontentement ; l'un des plus puissants seigneurs de la région, le comte d'Armagnac, fidèle à la maison capétienne, prend la tête d'une révolte contre l'héritier anglais.

### Le contexte des «chevauchées»
- Principales batailles.
- Chevauchée du Prince noir en 1355.
- Chevauchée du Prince noir en 1356.

Principales actions du début de la guerre de Cent Ans.
Principales batailles.

Les chroniqueurs du XIVe siècle blâment souvent le prince pour le sac de Limoges (24 août 1370). Selon Froissart, 3 000 personnes furent tuées ce jour-là. Cependant, le chroniqueur local de l'abbaye Saint-Martial ne mentionne que 300 morts, combattants inclus. La ville de Limoges était divisée en deux entités distinctes : la « Cité » et le « Château ». Le Prince Noir n'attaque que la « Cité » dominée par l'évêque Jean de Cros, qui l'avait trahi, et non le « Château » qui lui reste fidèle jusqu'en 1372.
Toutefois, depuis son arrivée en Aquitaine en 1355, jusqu'à son retour définitif en 1371 pour cause de maladie, il organise durant seize années une interminable suite de chevauchées marquées par des pillages, des destructions, des ravages et des incendies, tant contre ses adversaires en dehors de ses provinces que contre ceux qui contestent son autorité en ses terres.
La chevauchée de la première année, organisée depuis Bordeaux, se déroule entre octobre et décembre 1355, visant essentiellement le Languedoc jusqu'à Narbonne et aux abords de Béziers en passant par Carcassonne. Les archives ont permis de reconstituer le détail des dévastations qui sont rapportées par plusieurs chroniqueurs médiévaux comme Geoffroy le Baker ou Froissart, parfois jour après jour en décrivant les incendies et les pillages — comme les vingt moulins à vent à Avignonet-Lauragais. L'expédition ravage d'abord l'Armagnac, détruit Mirande, Simorre, (Lombez semble épargnée) et Saint-Lys le 26 octobre. Le 27 octobre, le prince traverse à gué la Garonne et l'Ariège vers Portet et couche à Falgarde. Le lendemain, après l'incendie de Castanet, il s'élance sur le « chemin du roi » et détruit tous les villages du Nord-Lauragais : Baziège, Villefranche, Avignonet-Lauragais, Castelnaudary.
À Carcassonne, la ville haute (cité) demeure inviolée, mais la ville basse disparaît en grande partie dans les flammes. À Narbonne, les faubourgs ou barris, dépourvus de défenses sont détruits tandis que la cité et le bourg fortifiés résistent ; hors des murs, apparemment épargnés par l'ennemi, ne s'élèvent plus que quelques hôpitaux, églises et couvents, notamment ceux des quatre principaux ordres mendiants (franciscains, dominicains, augustins et carmes). Revenant sur ses pas, passant par Auterive, qu'il épargne, Édouard prend le chemin de Gascogne, incendie Miremont, traverse la Garonne à Noé, détruit Carbonne, Gimont et gagne ses terres bordelaises sans difficulté.
Le Prince Noir, relate Froissart, ne peut pénétrer dans Montgiscard à cause de l'incendie, et on prit deux « exploratores » qui révélèrent que le comte d'Armagnac était bien à Toulouse avec ses hommes d'armes. L'armée du roi de France, trop lente pour s'interposer, se contente de descendre pour la défense de Toulouse qui n'est jamais attaquée. À la fin de cette première chevauchée, les bandes armées anglo-aquitaines repartent avec de lourds chariots de butin, laissant derrière elles les ruines fumantes de plus de 500 bourgs et villages. Lors du trajet retour, par une route méridionale, Limoux est détruit ainsi que Fanjeaux (le monastère de Prouille est néanmoins épargné).
L'année suivante une seconde expédition du Prince noir commence le 4 août 1356 par le départ des troupes anglaises de Bordeaux qui dévastent une grande partie du Bergeracois, du Périgord, du Nontronnais, du Confolentais, du Nord-Ouest du Limousin, de la Marche, du Boischaut, de la Champagne berrichonne, du Berry, de la Sologne, du sud de la Touraine, du Poitou et se termine par la bataille de Poitiers le 19 septembre 1356.

### Prises de possessions en Aquitaine

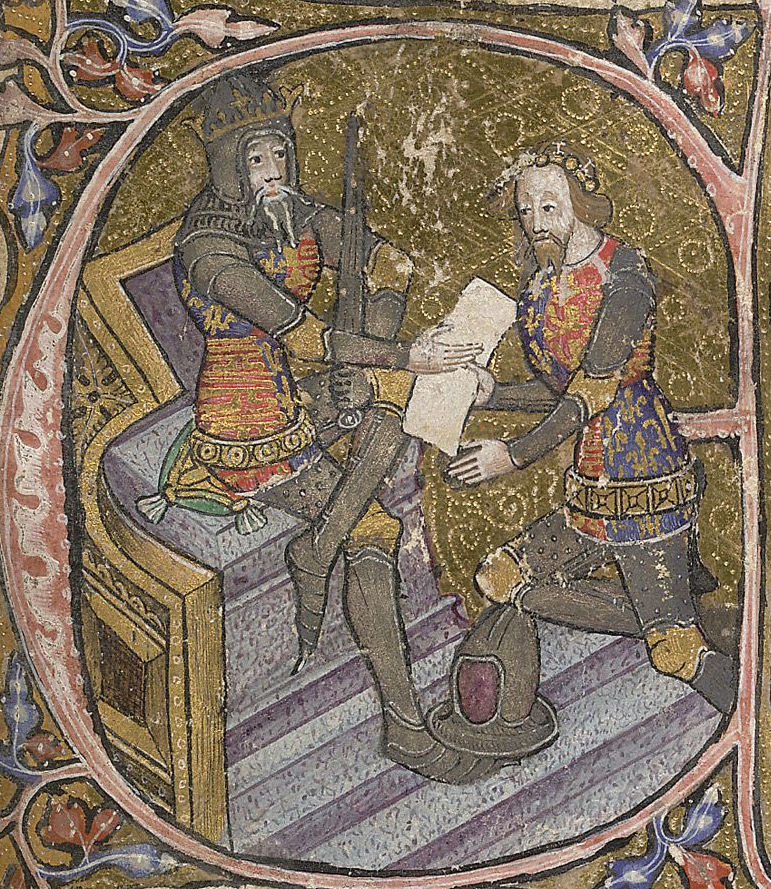
accorde la Guyenne à son fils Édouard de Woodstock, dit le Prince Noir, 1362 (British Library, Londres, ms. latin Cotton Nero D., fin du XIVe siècle).

Signataire du traité de Libourne, le Prince Noir aide également le roi de Castille à détrôner Pierre le Cruel en Espagne où il bat à nouveau les Français, menés par Bertrand du Guesclin et son cousin Olivier de Mauny (finalement vainqueur de cette guerre de succession), à Nájera en 1367. Cette expédition est encore un succès militaire, mais le refus de Pierre le Cruel de payer les frais de l'expédition met le prince dans de terribles difficultés financières. Il ne peut récupérer de cette expédition qu'une énorme spinelle rouge (qu'on croyait à l'époque être un rubis) qui rejoint les joyaux de la Couronne britannique et est désormais connue comme le Rubis du Prince Noir.

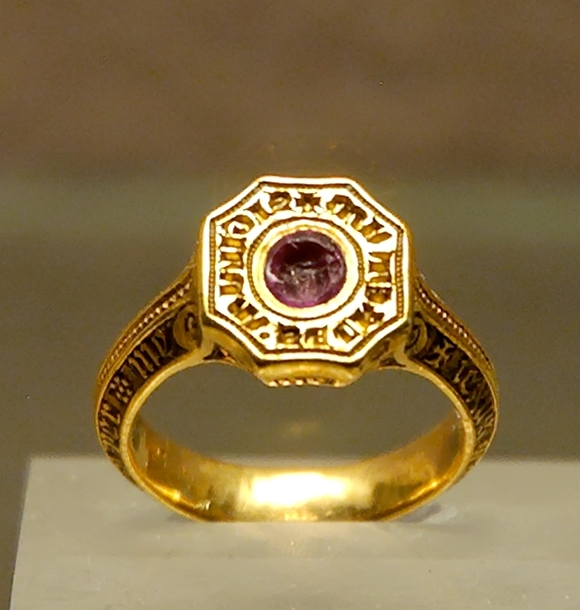
Anneau sigillaire dit du Prince Noir, découvert à Montpensier en 1866 et aujourd'hui conservé au musée du Louvre.

À son retour en Aquitaine, il convoque les trois états de sa principauté à Angoulême — ville dans laquelle il séjourne avec plusieurs de ses proches à diverses reprises entre 1363 et 1371 et où il tient une cour brillante, parallèle à celle de Bordeaux. Ceux-ci acceptent la levée d'un fouage (taxe levée sur chaque foyer) pour restaurer les finances du prince (janvier 1368). Mais le comte d'Armagnac Jean Ier s'y oppose fermement. Il cherche le soutien du roi de France Charles V de France qui s'empresse d'accepter son appel contre le prince, le 30 juin 1368. Personne n'est dupe de la manœuvre : en acceptant cet appel, Charles V signifie implicitement qu'il se considère comme suzerain du prince d'Aquitaine, ce qui remet en cause les clauses du traité de paix de Brétigny-Calais. Le comte d'Armagnac entraîne à ses côtés son parent, le seigneur Arnaut d'Albret, et il appuie les offensives militaires de Louis, duc d'Anjou, lieutenant du roi Charles V en Languedoc.
Les terres de la principauté d'Aquitaine cédées au traité de Brétigny-Calais sont systématiquement reconquises par les Français, dirigés par le duc d'Anjou, entre 1369 et 1372, à la suite de l'appel du comte d'Armagnac. Cependant la vision traditionnelle d'un soulèvement unanime des populations en faveur des « Français » est fautive : des villes comme Millau ou Montauban restèrent fidèles au prince jusqu’en 1369. Quant au Poitou, à la Saintonge et à l'Angoumois, ils ne se soumirent qu'en 1372 et soutinrent fortement le prince[réf. nécessaire].

### Retour définitif en Angleterre et mort
Édouard semble avoir contracté la dysenterie pendant son expédition espagnole, ce qui limite ses capacités physiques. Il met Limoges à sac le 19 septembre 1370. Malade et exténué, il retourne définitivement en Angleterre en janvier 1371, laissant son frère Jean de Gand, duc de Lancastre, responsable de l'Aquitaine.
Il amène avec lui son jeune fils, né en 1367 au palais archiépiscopal de Bordeaux, le futur Richard II (1367-1399).

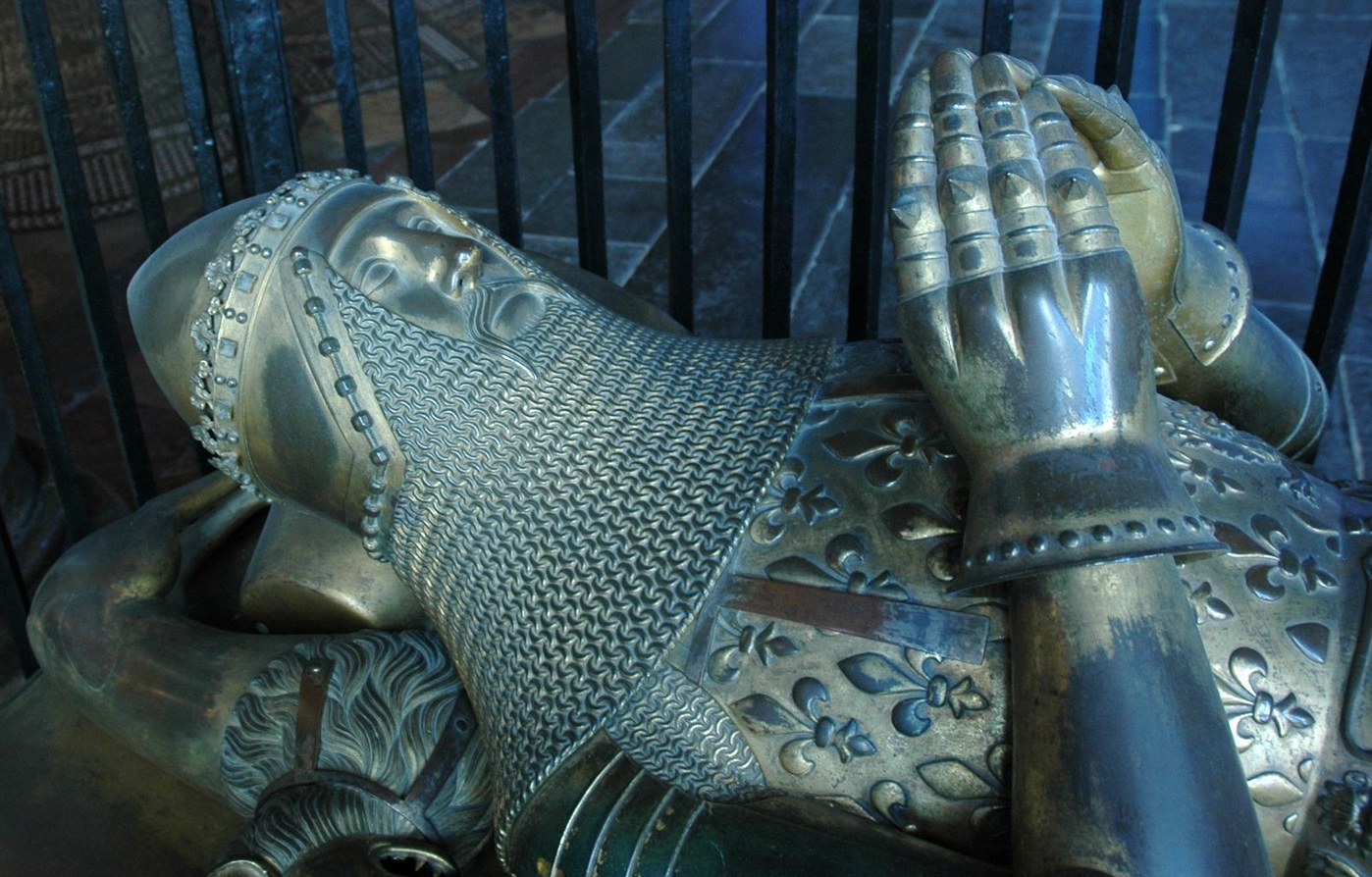
Le gisant d'Édouard de Woodstock à la cathédrale de Canterbury.

Parmi ses compagnons de lutte et ses hauts officiers se trouvent John Chandos, lieutenant d'Édouard III chargé de prendre possession des terres cédées au traité de Brétigny-Calais (1361-1362), puis connétable d'Aquitaine (1363-1370) ; Thomas Felton, sénéchal de la principauté d'Aquitaine (1363-1377) ; les Gascons Johan de Greilly, captal de Buch, connétable d'Aquitaine de 1370 à sa capture par les Français en 1372, et Bernard de Brocas (1330-20 septembre 1395), connétable d'Aquitaine en 1363, dont le gisant est visible dans l'abbaye de Westminster (St Edmund's Chapel) ; le Saintongeais Guichard d'Angle, l'un des deux maréchaux d'Aquitaine (1363-1372), tuteur du futur roi Richard II, nommé comte de Huntingdon (1377-1380) ou encore les grands seigneurs poitevins Guillaume VII Larchevêque, seigneur de Parthenay et Louis d'Harcourt, vicomte de Châtellerault, forcés de se soumettre en décembre 1372 au roi de France après le siège de Thouars.
Le prince meurt d'hydropisie en 1376, un an avant son père Édouard III, et est enterré dans la cathédrale de Canterbury en Angleterre où l'on peut encore voir son gisant en bronze, avec camail lacé sur les bords du casque, brassières en plaques de métal, gants à broches de fer, surcot portant les armes d'Angleterre et de France. À la nouvelle du décès, le chroniqueur Jean Froissart écrit : « En ce temps le jour de la Trinité trespassa de ce siècle la fleur de chevallerie depar les Angloys, messire Edouart d’Angleterre, prince de Galles et d’Acquitaine, au palais de Westmoustier lez Londres. »[réf. nécessaire].

## Dans la culture
- Série romanesque La lumière et la boue de Michel Peyramaure :
  - tome 1 : Quand surgira l'étoile absinthe ;
  - tome 2 : L'empire des fous ;
  - tome 3 : Les roses de fer.
- Confessions du Prince Noir de Fabrice Hurlin (France-Empire 2005).
- L'anneau du Prince Noir d'Évelyne Brisou-Pellen.
- Chevalier, film de Brian Helgeland, interprété par James Purefoy